# Random-access memory
Random-access memory, acroniem RAM, Engels voor geheugen met willekeurige toegang, is een computergeheugen, waarvan iedere geheugenplaats even snel toegankelijk is (in tegenstelling tot bijvoorbeeld een harde schijf waarbij gewacht moet worden tot de betreffende plek onder de leeskop doordraait). Ook kan bij RAM in willekeurige (random) volgorde data uit het geheugen gelezen worden of data geschreven worden in het geheugen. De term "RAM-geheugen" wordt ook gebruikt, dat echter een pleonasme is aangezien de "M" al voor memory (geheugen) staat.
Read-only memory (ROM) is een read-only RAM: de gegevens in een ROM kunnen niet veranderd worden.

## Ringkerngeheugen

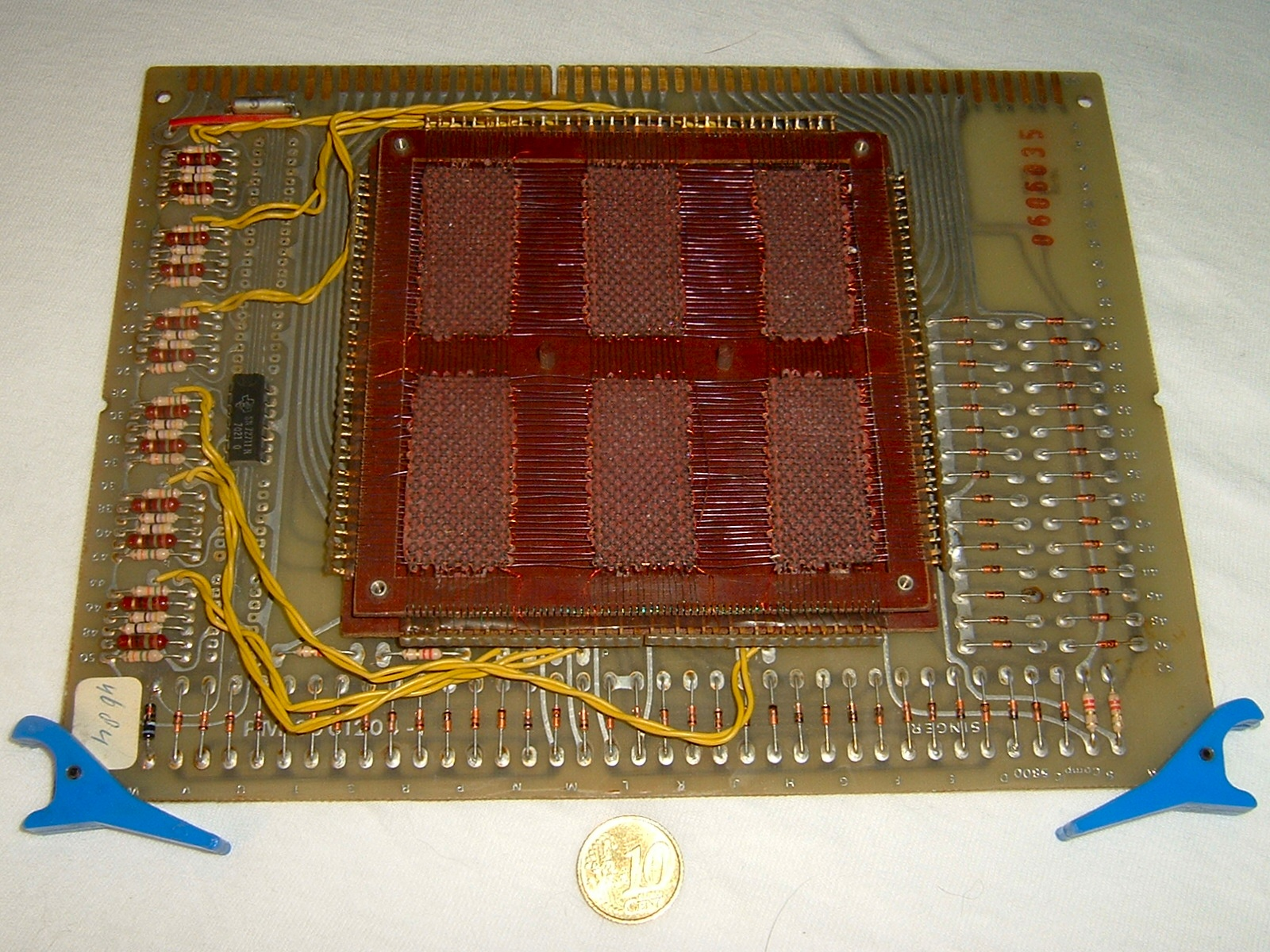
Ringkerngeheugen
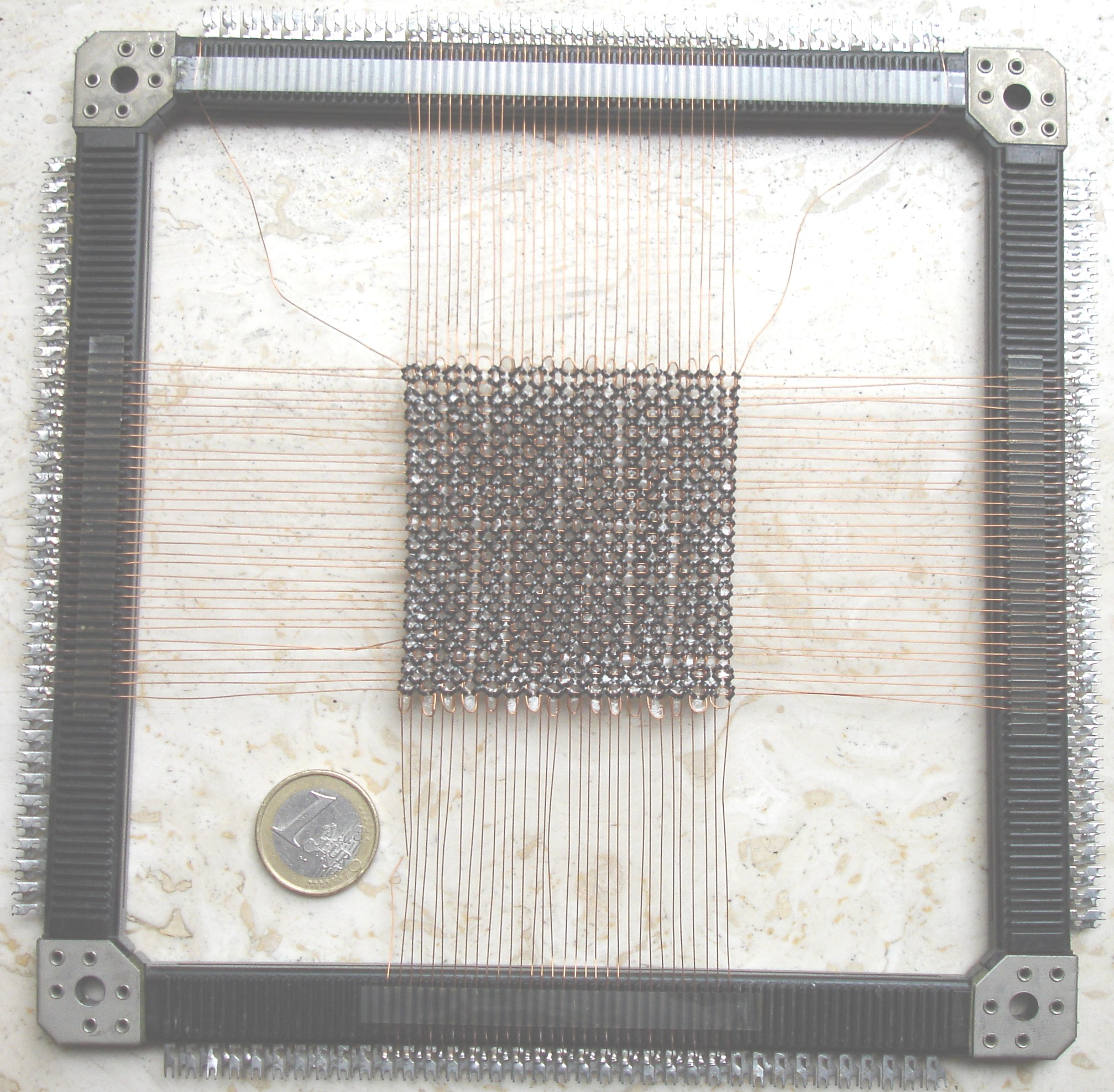
Ringkerngeheugen voor 1024 bits, afmetingen 20×20×1 cm
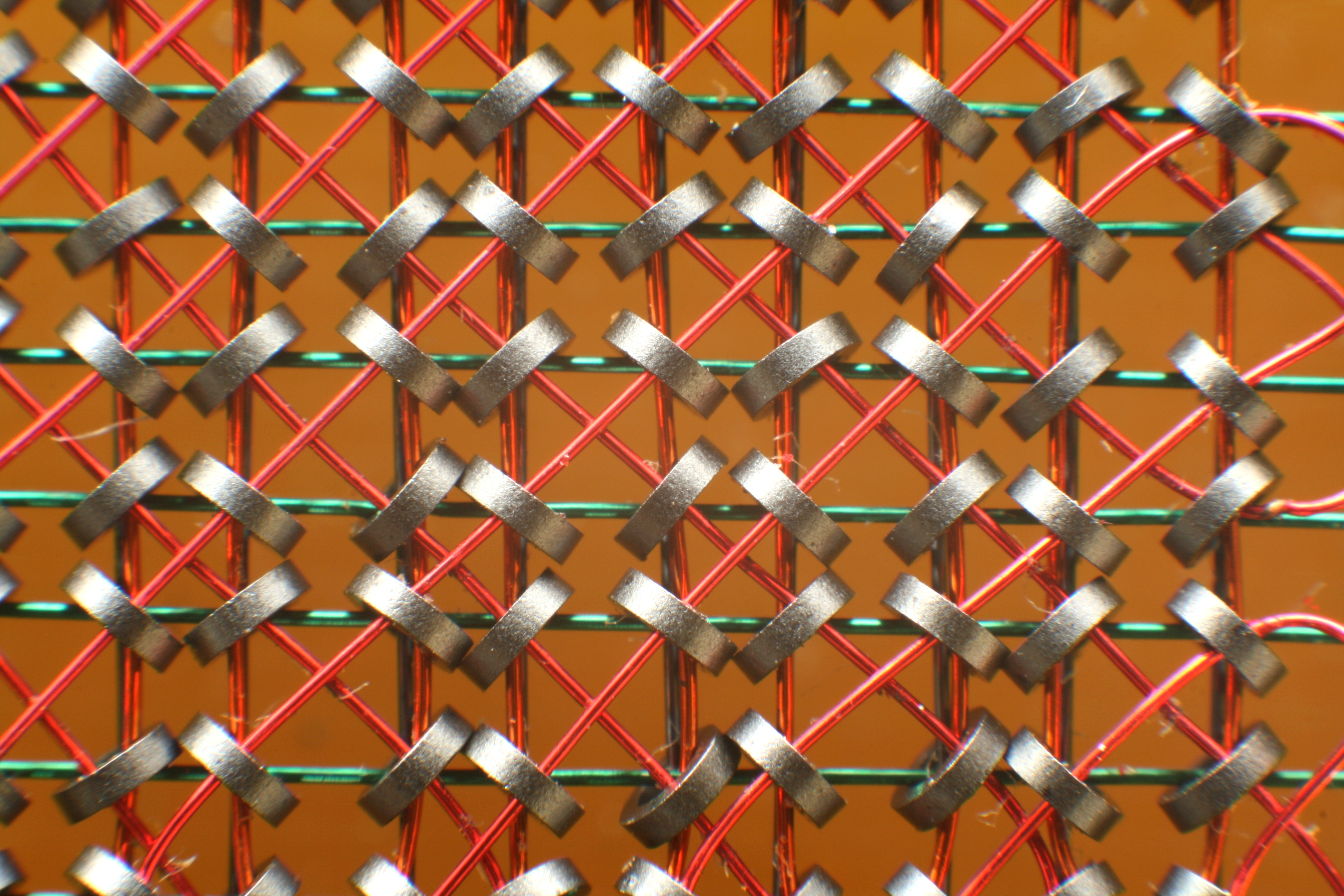
Close-up van een gedeelte van een kerngeheugen

Na het trommelgeheugen kwam in de jaren 60 het werkgeheugen in de vorm van magnetiseerbare ringetjes (ringkerngeheugen). De Engelse term core (=kern), waarmee werkgeheugen bedoeld wordt, grijpt hierop terug. Dit was wel RAM. Het bestond uit een aantal ringetjes van magnetiseerbaar materiaal die met drie of vier draden tot een rechthoekig matje aaneen waren geregen. Informeel werd dan ook van een matje gesproken. Door het geheugen uit te lezen, ging de inhoud verloren (destructief lezen), zodat die weer terug moest worden geschreven. Werd de computer uitgeschakeld, dan bleef de inhoud van het geheugen behouden (niet vluchtig geheugen).

## Transistors
Voor snellere opslag werden in dezelfde tijd transistorschakelingen gebruikt. Veelal bevonden zich twee transistors (een zogenoemde flipflop) op een enkele printplaat, en hierop kon een enkele bit worden opgeslagen. Dit kostbare geheugen werd voor de interne registers van de CPU gebruikt. De inhoud ging verloren als de computer werd uitgeschakeld (vluchtig geheugen).

## Chips

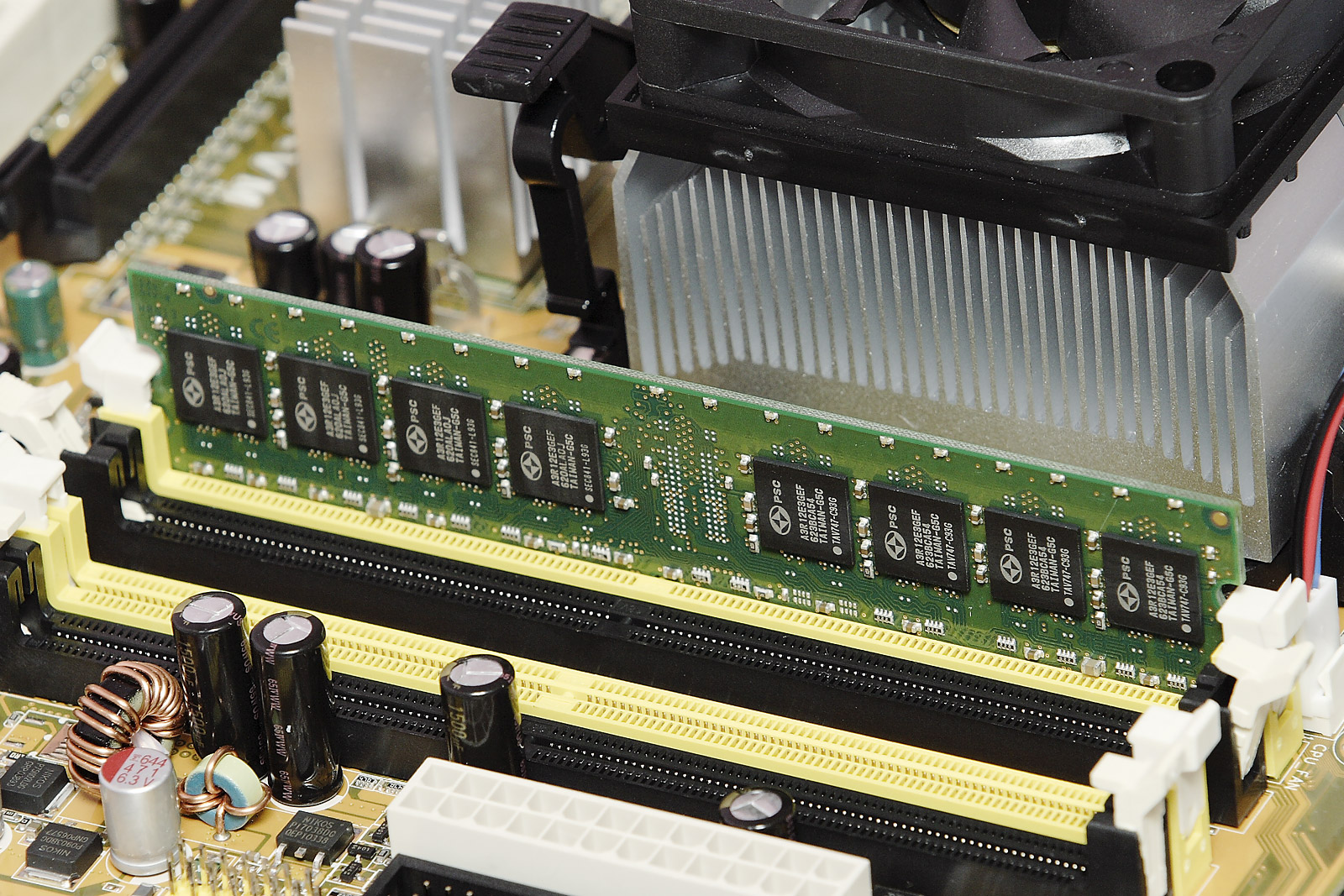
DDR2-geheugen op het moederbord
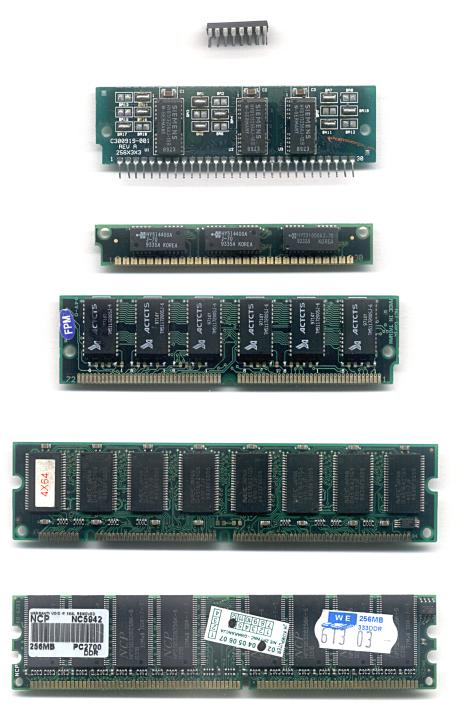
Verschillende soorten RAM. Van boven naar beneden: DIP, SIPP, SIMM 30 pin, SIMM 72 pin, DIMM, RIMM
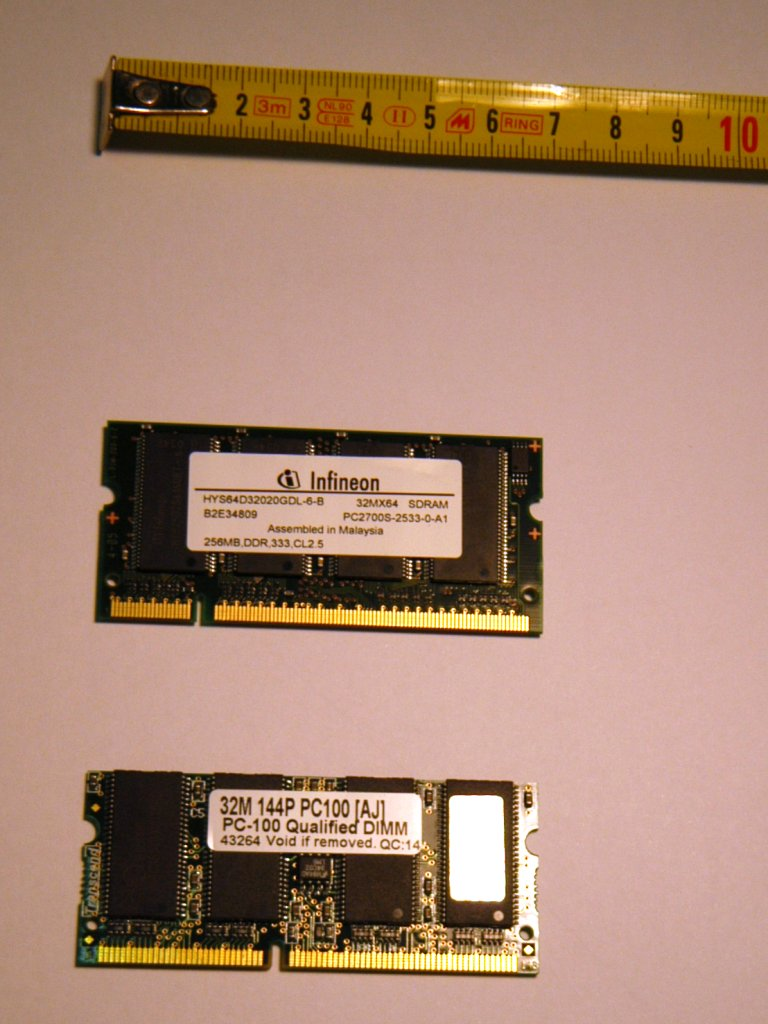
SODIMM-geheugen voor laptops. Van boven naar beneden: DDR-SDRAM, SDR-SDRAM
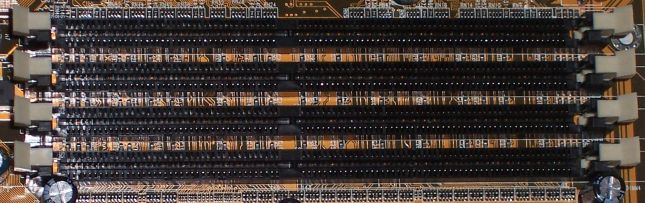
RAM-slots op een moederbord

Gedurende de jaren zeventig van de 20e eeuw kwamen geïntegreerde geheugenschakelingen op de markt. Een geïntegreerde schakeling bevat transistors en is dus qua werking niet anders dan het hiervoor besproken geheugentype. Het is echter wel compacter, robuuster en goedkoper. In 1974 dacht men nog dat het nooit mogelijk zou zijn meer dan 8 KiB op één chip te maken ("de chip brandt zichzelf binnen enkele minuten kapot"), in 2003 zijn er chips op de markt die elk een GiB kunnen bevatten. (1 GiB = 1024 MiB = 1048 576 KiB = 1 073 741 824 bytes = 8 589 934 592 bits.) Inmiddels worden kleinere 8GiB-chips "gestackt" op één grote chip. Ze worden dan als het ware op elkaar geplakt. Hierdoor kunnen er wel 32 of zelfs 64 chips in één behuizing zitten.

### Dynamische en statische geheugenchips
Het werkgeheugen van de moderne computer bestaat uit twee soorten RAM: DRAM (dynamisch RAM), en het nog snellere maar duurdere SRAM (statisch RAM).
Een bit in dynamisch RAM bestaat effectief uit een kleine condensator die een aantal keren per seconde opnieuw moet worden gevuld om de inhoud niet kwijt te raken. Voor elke geheugencel is maar één transistor nodig om die ene nul of één te bewaren.
Elk bit in statisch RAM bestaat uit een transistorschakeling die zijn staat zelfstandig onthoudt zolang er een voedingsspanning is. De transistorschakeling die een nul of één kan onthouden heet een flipflop, en daar zijn minimaal twee transistors voor nodig.
SRAM wordt tegenwoordig voornamelijk in CMOS-technologie gemaakt. Hier worden 6 transistoren gebruikt per geheugenelement. Met twee transistoren wordt een inverter gemaakt. Twee inverters vormen samen het eigenlijke geheugenelement. Tot slot worden de laatste twee transistoren gebruikt om de bit te kunnen adresseren.